# Giuseppe Bacigalupo
Giuseppe Fabriziano Bacigalupo Zapata (Rengo, 17 de junio de 1956) conocido en el mundo de las carreras como "Tano" o "Pepe" es un piloto chileno de carreras que ha obtenido 11 títulos de campeón en la Fórmula 3 Chilena, siendo el piloto que más títulos ha ganado en el automovilismo chileno en una sola categoría.

## Infancia
Hijo de don Nino Bacigalupo, un inmigrante italiano y de Margarita Zapata, es el único hombre de 6 hermanos, desde niño soñó con ser un piloto de carreras, desde que su papá lo sentaba en sus rodillas para empuñar el volante del tractor Caterpillar que era usado para los trabajos agrícolas en los campos de su Rengo natal. Ya cuando Giuseppe ya era más grande, y su padre se descuidaba, aprovechaba de curiosear los mandos del tractor hasta que pudo manejarlo, también salía a la carretera a observar las competencias de Turismo Carretera junto a su familia y alentar a su gran ídolo y coterraneo, José Dolores Moreno "Pecos Bill" desde ahí, comenzó una pasión por el automovilismo que perdura hasta el día de hoy.
Como en su familia ya sabían de su afición por el automovilismo, a los 12 años su mamá le regaló un auto de karting con el cual corría en la plaza de armas de Rengo junto a sus amigos, comparando los tiempos de cada uno, sobre todo si eran en lluvia, ya que de esa manera el auto perdía adherencia y lo hacía más emocionante, colocándose unas bolsas plásticas para esa manera correr a todo dar hasta que los Carabineros se los llevaban presos.
Sus estudios los hizo en el Colegio de los Hermanos Maristas de San Fernando, pues a su madre quería darle la satisfacción de obtener un título profesional, a pesar de que era reacio al momento de realizar las clases de Educación Física, como medio pupilo e interno logró egresar con un promedio 5,8 de nota. Fue así que llegó a la Universidad de Chile a estudiar Ingeniería en Ejecución Mecánica, pero se dio cuenta de que la ingeniería no era lo suyo y entró a estudiar mecánica a la INACAP en donde le fue excelente y de esa manera entró a trabajar al taller del Team Matra y luego en sociedad con Sergio Ross, montó un taller mecánico en Santiago.

## Carrera como piloto

### Sus primeros pasos en el automovilismo
Su primera llegada al automovilismo, fue cuando conoció al preparador Humberto Serrano, artífice de varios títulos que consiguió en la Fórmula 3, desde 1976 que comenzó a correr en automovilismo en la serie 0-850 c.c. al mando de un Fiat 600 titulándose campeón de esta serie en el año 1979, para luego ser campeón en 1981 en la categoría Monomarca Fiat 600, siendo el primer piloto de provincia en ser campeón en esta serie.

### Su llegada a los autos de Fórmula
Su incursión en los autos de Fórmula no fue en un principio del todo grata. En 1979 había partido a Buenos Aires junto al preparador Juan Manuel Silva a comprar un auto de Fórmula 4 que estaba en venta, pero se llevó la sorpresa que el auto ya se había vendido y solo tenían en venta un auto de reemplazo que a simple vista era solo un montón de chatarra, al final lo compró y se lo llevaron a Chile y el día de su primera prueba en el circuito de 1609 metros de Las Vizcachas, dejó asombrado a todos al marcar 47 segundos su mejor vuelta.
El debut oficial de Giuseppe en el campeonato nacional de Fórmula 4, fue el 3 de abril de 1982 en el autódromo de Las Vizcachas, corriendo en el equipo Schick-La Tercera el auto señalado con el número 32 y teniendo como coequipo a Ernesto Goñi, en un principio, tenía muchos problemas para conseguir el dinero de la mantención de la máquina, compraba los neumáticos usados a los equipos con mayor presupuesto y organizaba rifas con sus amigos, pero así los equipos grandes comenzaron a fijarse en él y cuenta que la primera vez que usó neumáticos nuevos, se sintió andar sobre rieles.

### Su llegada al equipo "Chiletabacos"
En 1983, Remo Ridolfi, preparador de los autos del equipo Viceroy Racing Team-Chiletabacos propuso a Giuseppe para integrar el equipo en reemplazó de Juan Carlos Ridolfi, que estaba disputando el Campeonato de Fórmula 2 Codasur, pero por razones desconocidas, al final fue escogido Carlos Capurro, por ese intertanto, Giuseppe se compró un Fiat 125 para disputar carreras en categorías de turismo de la cual corrió en algunas carreras pero se retiró por los constantes topones y la mala organización que tenía ésta, hasta que al final fue llamado por el equipo Chiletabacos tras la renuncia de Capurro que le dio prioridad a la defensa del título de campeón que ostentaba en el Turismo Carretera, integrándose en el equipo como coequipo de Kurt Horta y consiguiendo su primera victoria el 22 de octubre de 1983 en el circuito Parque Industrial Corfo de Rancagua obteniendo así el tercer lugar de la clasificación final.
En 1984 continuando en el Viceroy Racing Team, consigue solo el séptimo lugar de la clasificación final con 17 puntos, las mismas unidades que obtuvo Santiago Bengolea, ambos terminaron con un triunfo pero este último tuvo mayor número de segundos lugares en la temporada, la campaña se resume en 1 triunfo, 1 tercero, 1 quinto, 2 sextos, 1 séptimo y 5 abandonos. También en esta temporada compitió en la Fórmula 2 Codasur en la fecha realizada en diciembre en el circuito de Las Vizcachas con un Berta Renault llegando en 9° lugar. Ese mismo año 1984 incursiona en la Copa Canal 11 de Televisión en la categoría Monomarca Fiat 125 donde obtiene el subcampeonato.

### Sus primeros 4 títulos
En 1985 siguen como pilotos oficiales Bacigalupo y Horta, pero esta vez bajo el auspicio de John Player Special y la preparación a cargo de Humberto Serrano (hasta el año anterior, los autos eran preparados por Remo Ridolfi), aquí Giuseppe obtiene 3 triunfos y una campaña que lo acreditaron como el campeón de la temporada con 59 puntos, comenzando con una promesa que se autoproclamó el de ganar 11 títulos en la categoría máxima del automovilismo chileno.
En 1986 continuando en John Player Special, Kurt Horta se retiró para quedar como director técnico del equipo y en su reemplazo llegó el campeón de rally, Cristóbal Geyger, en un principio a Giuseppe el título se le hacía esquivo ya que hasta la quinta fecha, tenía un segundo, un tercero, un cuarto lugar, y dos abandonos, desde la sexta fecha comienza una remontada espectacular al ganar 5 carreras, 3 de ellas consecutivas y así llegaba a la última fecha con posibilidades de campeonar, cosa que consiguió al obtener en la fecha final el tercer lugar y así aventajar a Santiago Bengolea por solo dos puntos de diferencia (Bacigalupo 56 y Bengolea 54), el segundo título ya era de su propiedad. 
En 1987, John Player Special hace abandono como patrocinador oficial del equipo Chiletabacos, regresando Viceroy en sustitución de este, al final Giuseppe se tituló por tercera vez campeón, ya que en la octava fecha disputada en el autódromo Las Vizcachas, el ese entonces puntero del campeonato, Sergio Santander Benavente, murió producto de un accidente en la recta del autódromo ubicado en la comuna de Puente Alto, título que Giuseppe ganó al obtener solo 1 primer lugar, 3 segundos, 3 terceros, 1 cuarto, 1 noveno y tres abandonos, que hizo un total de 42 puntos.
En 1988, Giuseppe fue fichado por el equipo Remolques Goren-Transportes Ferretti, teniendo como coequipo a Juan Carlos Silva y en ocasiones esporádicas a Cesar Coggiola, Julio Infante y al piloto de Ecuador, Andrés Serrano. Aquí nuevamente consiguió el título de campeón al ganar solo la primera fecha y aventajando por solo tres puntos de diferencia a Santiago Bengolea, este último que ostenta el récord de Pole Positions ganadas en una sola temporada (9 en total), la campaña de Giuseppe se resume en 1 primer lugar, 4 segundos lugares, 3 terceros, 2 quintos, 1 sexto, 1 octavo y un noveno, estos dos últimos en donde no consiguió puntos.

### 1989-1990, dos años sin saber de títulos
En 1989 bajo el equipo Seven Up, Giuseppe enfrentó un campeonato donde él fue el único piloto del equipo, hasta la fecha final llevaba a su favor 3 carreras ganadas y llegando a la última fecha con 57 puntos a diferencia de Santiago Bengolea que tenía 54, en la última fecha si lograba llegar en una posición antes que Bengolea, podía saborear su quinto título, en la carrera todo iba bien, en un cómodo segundo lugar mientras que Bengolea iba tercero, hasta que desde los pits, su equipo de mecánicos le pedía que entrara porque presentían un problema mecánico, y faltando diez giros para terminar, entró y se descubrió que tenía un problema a una cruceta debiendo abandonar y así dejando en bandeja a Bengolea el título de campeón de esa temporada que fue quien al final logró el segundo lugar acumulando 60 puntos a su favor mientras que Giuseppe se quedó con sus 57.
Resumiendo la campaña de Giuseppe, obtuvo 3 triunfos, 3 segundos lugares, 3 terceros, 1 cuarto y 2 abandonos.
En 1990 integró junto a Ivan Mesías el equipo Marlboro-Shell y fue nuevamente a la caza del título que le fue esquivo el año anterior, pero nuevamente debió conformarse con mirar desde abajo ya que al final fue Kurt Horta quien obtuvo el título de campeón y Santiago Bengolea el subcampeonato, su campaña en esta temporada fue de la siguiente manera: 1 primer lugar, 1 segundo, 2 terceros, 3 cuartos, 1 quinto, 1 sexto, 2 abandonos y una carrera que no corrió, que en total le dieron 36 puntos, las mismas unidades que Hector Sotomayor, pero por su triunfo, al final se queda con el tercer lugar de la clasificación final.

### Un nuevo motor y otros tres títulos consecutivos
En 1991 siguió en el equipo Marlboro-Shell. La temporada comenzó de una manera bastante positiva, ya desde la tercera fecha contaba con un nuevo motor Alfa Romeo que le dio grandes satisfacciones obteniendo 5 triunfos, 4 de ellos consecutivos y que al final obtuvo el título de campeón por quinta vez terminando en la clasificación general con 70 puntos. Recordado es su triunfo en la cuarta fecha de ese año, disputado bajo una torrencial lluvia en donde tuvo un percance en la largada con otros dos corredores quedando relegado al penúltimo lugar, comenzando una espectacular remontada para terminar ganando fácilmente la carrera. Aquí su campaña fue con 5 triunfos, 1 segundo, 2 terceros, 3 cuartos, y 1 abandono. 
En 1992 nuevamente bajo el equipo Marlboro-Shell-Alfa Romeo, consigue el título de campeón al obtener 5 triunfos, 3 segundos lugares, 2 cuartos, 1 quinto y un abandono, que en total sumaron 72 puntos.
En 1993, nuevamente es el único piloto en el equipo, esta vez bajo el auspicio de Colchones Rosen, logra una de las mejores temporadas en la Fórmula Tres, ya que se titula campeón con 7 primeros lugares, 4 segundos, 1 tercero y 6 pole positions, que en total dio la suma de 97 puntos, puntaje récord con el antiguo sistema de puntuación que tenía la Fórmula Tres (9, 6, 4, 3, 2, 1 y 1 punto extra por ganar la pole position)

### Años de sequía
En 1994 y ya con 7 títulos de campeón bajo el brazo y bajo el alero de un nuevo ente organizador SODAF (Sociedad de Dueños de Autos de Fórmula), Giuseppe integra nuevamente el equipo Rosen pero esta vez teniendo como coequipos a Mauricio Perrot y al debutante piloto Alejandro Serrano, hijo del preparador Humberto Serrano, que llegaba de realizar una gran campaña en la Fórmula 4 Promocional, al final fue una temporada para el olvido ya que no pudo ganar ninguna carrera y su mejor ubicación fueron 2 segundos lugares, uno de ellos en el circuito callejero de Rengo, 4 terceros lugares, 1 cuarto, 1 quinto, 1 pole position y 4 abandonos. Al final de esta temporada, un joven y emergente Ramón Ibarra fue a la postre el campeón con una gran campaña.
En 1995 en el campeonato solo se presentaron como máximo 10 corredores, teniendo que refundir la Fórmula 3 con la Fórmula 4 Promocional, en esta ocasión Giuseppe integra el equipo Daewoo Motor nuevamente junto a Perrot y Serrano, esta vez también se tuvo que conformar con el tercer lugar de la clasificación general, puesto que Ramón Ibarra, sin siquiera correr la última fecha, puesto que se encontraba corriendo en Brasil, fue el campeón de la temporada.
En 1996 nuevamente queda tercero en el campeonato, y en 1997 y 1998 ya con muy pocos participantes en la fórmula, queda en el segundo lugar de la clasificación general, ya que los campeones fueron nuevamente en las dos primeras oportunidades Ramón Ibarra y en 1998 el campeón fue Mauricio Perrot.
Desde 1999, el campeonato nacional de Fórmula Tres se realiza íntegramente en el Autódromo Interlomas en Temuco, en este primer año, Giuseppe solo corre en una ocasión a modo de exhibición, y el año siguiente, en 2000, corre todo el campeonato para así ayudar a Matías Horta, hijo del excampeón Kurt Horta a conseguir el título de campeón.

## Títulos de campeón en Fórmula 3
- 1985, Team John Player Special-Chiletabacos
- 1986, Team John Player Special-Chiletabacos
- 1987, Viceroy Racing Team-Chiletabacos
- 1988, Escudería Remolques Goren-Transportes Ferretti
- 1991, Equipo Marlboro-Shell-Alfa Romeo
- 1992, Equipo Marlboro-Shell-Alfa Romeo
- 1993, Equipo Rosen
- 2001, Team B&M Security Systems-Lubricantes Castrol
- 2002, Team B&M Security Systems-Lubricantes Castrol
- 2004, B&M Security Systems-Castrol-Bacigalupo Competición
- 2022, Bacigalupo-Serrano Competición . B&M Security Systems.

## Récords conseguidos en la Fórmula 3 (vigentes)
- Piloto con mayor número de títulos de campeón con 11 en total.[2]
- Piloto con mayor número de triunfos con 51 en total.
- Piloto campeón más longevo con 48 años 5 meses en la temporada 2004.
- Piloto con mayor número de puntos obtenidos con el antiguo sistema de puntaje (sin punto extra por ganar la Pole Position) en la temporada 1991, con 70 puntos en 12 fechas.
- Piloto con mayor número de puntos obtenidos con el antiguo sistema de puntaje (con punto extra por ganar la Pole Position) en la temporada 1993, con 97 puntos en 12 fechas.
- Piloto con mayor número de temporadas corridas con 30 temporadas.
- Piloto más longevo en ganar una carrera en la segunda fecha de la temporada 2016 con 60 años y 3 meses.
- El ser uno de los campeones que ha campeonado de manera consecutiva en los años 1985, 1986, 1987 y 1988 y en 2001 y 2002.